# 波貝 (貝寧)
6°58′N 2°41′E / 6.967°N 2.683°E

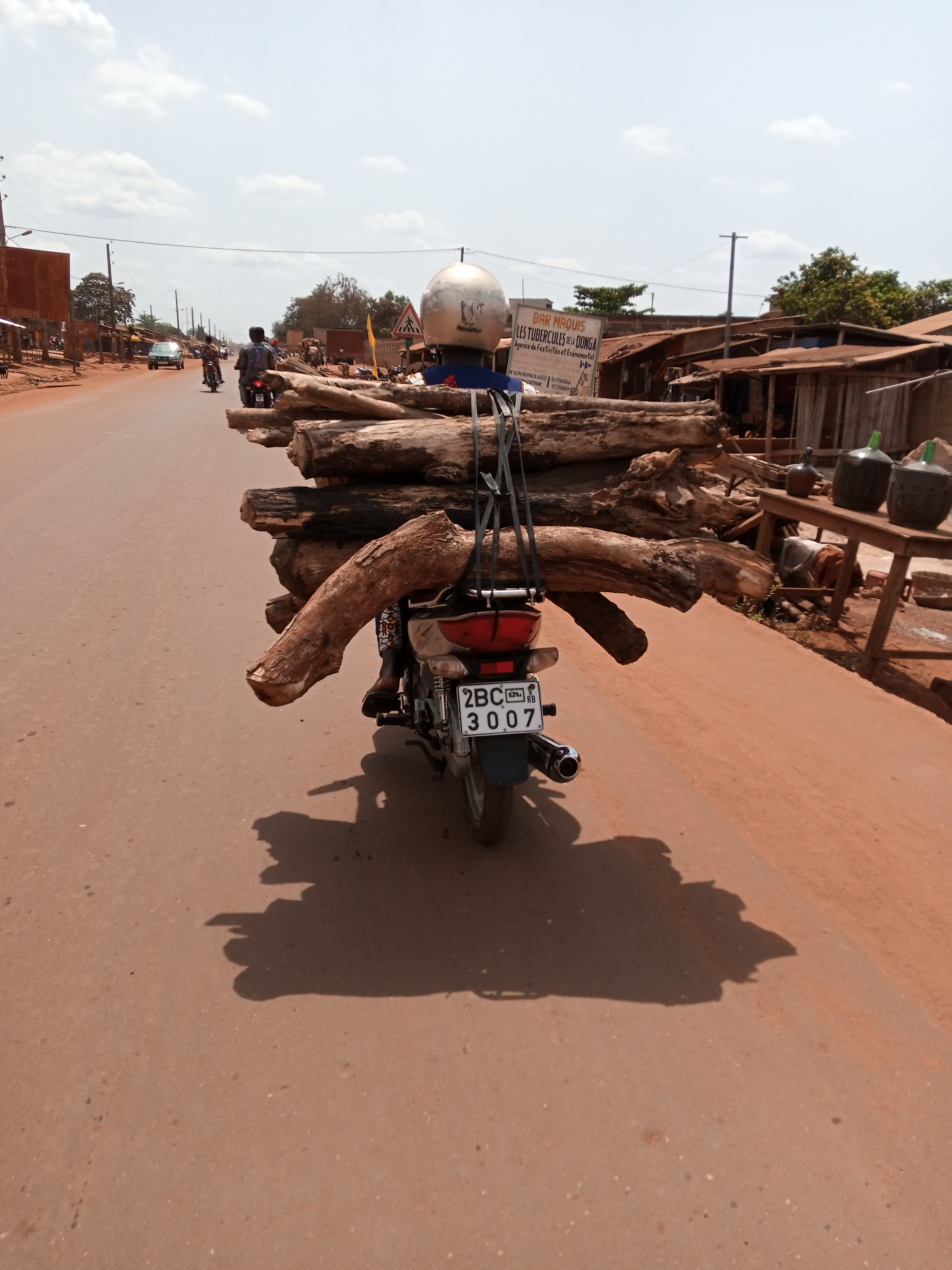
波貝

波貝（法語：Pobè）是貝寧的城鎮，位於該國東南部，由高原省負責管轄，面積400平方公里，海拔高度39米，2013年該城鎮人口123,740，人口密度每平方公里310人。